# Людмил Янков
Людмил Стойов Янков е български алпинист, поет и писател. Той е заслужил майстор на спорта по алпинизъм (1981) и герой на социалистическия труд (1984).

## Биография
Роден е в Перник на 11 август 1953 г. Има сестра, по-голяма от него с 8 години. Завършва Висшия лесотехнически институт в София през 1978 г. По професия е лесоинженер. Завършва и второ висше – международни икономически отношения, но не успява да се дипломира.
Установява се да живее в Кюстендил. Работи в управление „Архитектура и благоустройство“ при ОНС в Кюстендил като инженер по озеленяването.
Занимава се с алпинизъм от 1971 г. Член на дружество „Академик“, София, от студентските си години; член на ТД „Осогово“в Кюстендил. Член е на националния отбор по алпинизъм от 1979 г. и нещатен треньор на алпийския клуб в Кюстендил.
През 1982 г. изкачва Северната стена на връх Матерхорн, а през 1983 г. – Северната стена на връх Айгер. Изкачва връх Гросглокнер – 2 пъти по тура „Палавичини“, както и стени в Доломитите, връх Чивета (1980) – по тура „Филип-Флам“, връх Чима Овест, връх Чима Пиколисима – по туровете на Касин, връх Мармолада, връх Елбрус в Кавказ (1980, 1982 и 1983), откъдето прави първото спускане на българин със ски. В Памир (1983) – върховете Ленин, Комунизъм и Корженевска.
Участва в експедициите „Лхотце 81“, като стига до 7950 м, и „Еверест 84“, когато с невероятна скорост се изкачва от 7170 м до кота 8500 м, преодолявайки 1330 метра денивелация на „един дъх“, за да окаже помощ на Христо Проданов. В многогодишната история за покоряване на Еверест няма подобен пример на човешка саможертва и героизъм. Тогава той получава сериозни травми вследствие на измръзването. След като пристига в България, е отведен в „Пирогов“. Там му ампутират четири пръста. По два на лявата и дясната ръка.
Загива на 17 април 1988 г. под връх Камилата в Рила.
Публикува свои стихове и разкази във вестниците „Литературен фронт“, „Пулс“, „Труд“. През 1987 г. получава наградата за публицистика на в. „Пулс“, а в 1988 г. става лауреат на награда за литература за книгата си „Мечта отвъд долините“. След смъртта му излиза стихосбирката „Гранитна вода“ и публицистичната му книга „Стената“.
Носител е на орден „Георги Димитров“ (1984) – най-високото отличие на НРБ, международната награда „Феърплей“, „Спорт, етика, мъжество“ на в. „Спорт“ и др. Посмъртно е удостоен със званието „Почетен гражданин на Кюстендил“ през 1998 г.